# Radio Mater
Radio Mater è un'emittente radiofonica cattolica italiana fondata dal sacerdote don Mario Galbiati, già fondatore di Radio Maria nel 1982, dopo il suo allontanamento da Radio Maria stessa. Ha iniziato le sue trasmissioni l'11 febbraio 1994 ad Arcellasco d'Erba, giorno in cui ha ricevuto l'autorizzazione dal Ministero; la Chiesa ricorda, proprio nella data dell'11 febbraio, le apparizioni della Madonna a Lourdes. Dal 5 settembre 2013 trasmette da Albavilla, in provincia di Como.
Le celebrazioni della Messa sono trasmesse in rito ambrosiano al mattino e al pomeriggio e in rito romano al mattino. La liturgia delle ore è interamente trasmessa in rito romano.
I programmi dell'emittente sono giornalmente pubblicati sul quotidiano Avvenire con tiratura nazionale.

## Diffusione
È diffusa in quasi tutta Italia in modulazione di frequenza, in tutta Europa via satellite (DVB-S Hotbird) e in tutto il mondo via Internet (WMP).

## Eventi
Radio Mater ha festeggiato i 25 anni di presenza nell'etere l'11 febbraio 2019, per l'occasione è stato stampato in proprio un libro celebrativo dal titolo "Radio Mater: sempre al servizio della Chiesa": il libro racconta il cammino di 25 anni di storia della radio fondata da Don Mario Galbiati ed è introdotto dalla prefazione di alcuni esponenti della Chiesa Cattolica, tra i quali il Cardinal Gualtiero Bassetti, presidente della CEI, e Monsignor Mario Delpini, Arcivescovo di Milano. In seconda pagina si legge la benedizione del Santo Padre Papa Francesco.
Radio Mater ha ospitato il ritorno in radio del celebre giornalista cinese Dalù il 7 luglio 2020, ottavo anniversario della presa in custodia da parte delle autorità cinesi di Monsignor Ma Daqin. Per l'occasione, il dissidente è stato intervistato da Laura Prinetti nella rubrica “Prendi un libro – Orientamento bibliografico”. La voce del conduttore, rifugiato in Italia e convertitosi al cattolicesimo, è tornata in radio dopo che sono trascorsi esattamente 25 anni e 33 giorni dal 4 giugno 1995. Dalù sfidò il regime e decise di commemorare il sesto anniversario del massacro di piazza Tien An Men avvenuto nel 1989 dalle frequenze di "Radio Shanghai". Il gesto gli costò dure persecuzioni e quella fu la sua ultima trasmissione prima del ritorno su Radio Mater.